# Pimoa thaleri
Espèce
Pimoa thaleri est une espèce d'araignées aranéomorphes de la famille des Pimoidae.

## Distribution
Cette espèce est endémique du Sikkim en Inde,. Elle se rencontre dans la grotte Bakim Cave à 2 510 m d'altitude.

## Description
Le céphalothorax du mâle holotype mesure 2,3 mm et celui de la femelle paratype 4,1 mm.

## Étymologie
Cette espèce est nommée en l'honneur de Konrad Thaler.

## Publication originale
- Trotta, 2009 : Pimoa thaleri, a new species of the genus Pimoa Chamberlin & Ivie, 1943 from India (Araneae: Pimoidae). Contributions to Natural History (Bern), vol. 12, no 3, p. 1403-1407.